# Farfan

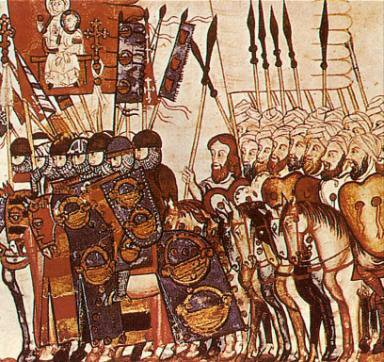
Una miniatura della Cantigas de Santa Maria raffigurante un'unità di Farfan sotto la bandiera della Vergine Maria assieme agli altri soldati dell'esercito dell'almohade Abū Ḥafṣ ʿOmar al-Murtaḍā mentre respingono l'assedio di Marrakesh condotto dal merinide Abū Yūsuf Yaʿqūb b. ʿAbd al-Ḥaqq nel 1262.

Farfan (dall'arabo Banū Farkhān, in berbero Ifarkhan) è il nome dato a uno stuolo di soldati cristiani provenienti in gran parte dai regni iberici che nel Basso Medioevo servirono come mercenari per le varie dinastie musulmane del Maghreb.
I Farfan combattevano seguendo la tradizione europea, in formazioni di uomini ben armati, sia a cavallo sia piedi, sotto il comando di un ufficiale cristiano europeo, curiosamente chiamato "qadi". Il fenomeno si è concluso quando i mercenari cristiani sono stati rimpatriati nel XV e XVI secolo. Il cognome Farfán è ancora comune nei paesi di lingua spagnola e può essere collegato alle famiglie dei discendenti dei mercenari cristiani che tornarono dal Maghreb.

## Storia

### Etimologia
Le origini della parola Farfan non sono chiare, ma possono essere originari dalle fonti magrebine dell'epoca, che li chiamavano "Banu Farkhan" o "Farkhan", dall'arabo Farkh, che significa "uccello".. È possibile che questa parola fosse comunemente data ai vagabondi nel Maghreb, considerati nomadi come gli uccelli migratori. Il termine "Farkhan", dispregiativo, che poteva indicare anche i criminali e i vagabondi, in Maghreb e nella Spagna islamica veniva usato per indicare tutti i tipi di mercenari cristiani.

### Origini in epoca almoravide
L'utilizzo di mercenari stranieri era diffuso nel mondo mediterraneo medievale e le unità mercenarie erano comuni negli eserciti musulmani, bizantini e papalini. I sovrani magrebini e andalusi, in particolare, usavano regolarmente guerrieri non musulmani o recentemente islamizzati, come sub-sahariani africani o turchi che, non parlando la Lingua araba, non potevano ordire alcun complotto ai danni del sovrano. L'esistenza dei Farfan non è quindi in alcun modo eccezionale. Tuttavia, le origini reali delle unità Farfan rimangono non chiare. Tre scenari sono generalmente menzionate dagli storici.
I Farfan possono essere una semplice continuazione del complesso gioco di alleanze che era comune nel X secolo nella Penisola iberica. I leader musulmani spesso mettevano al loro servizio soldati delle terre cristiane. Questo tipo di accordi è ben noto a causa della fama di El Cid, ed è possibile che questa politica si sia semplicemente trasferita dall'altra parte del Mediterraneo.
Secondo un'altra teoria, le prime unità di Farfan in Nordafrica erano composte da schiavi e da prigionieri di guerra detenuti dalla dinastia degli Almoravidi, che governò il Maghreb al-Aqsa (l'attuale Marocco), e la Spagna islamica, dopo le sue offensive di successo contro i regni cristiani della Penisola iberica. Unità fatte interamente di schiavi o di uomini di liberati di recente erano comuni sia in Maghreb che in al-Andalus. La storia di Reverter de La Guardia, visconte di Barcellona, che era stato catturato dall'esercito almoravide di ʿAlī ibn Yūsuf, in una battaglia nei pressi del fiume Ebro nel 1120, è uno dei primi esempi di mercenari cristiani in Nord Africa a sostegno di questa ipotesi.
La terza teoria è legata alla deportazione di massa del mozarabi cristiani di al-Andalus nel Maghreb al-Aqsa (attuale Marocco) nel 1126, per volere del governatore almoravide di Granada Tamim ibn Yusuf, fratello del sultano ʿAlī ibn Yūsuf. Una volta giunti in Maghreb, i mozarabi, per cercare di avere il sostegno del potere almoravide, servirono come soldati nei loro eserciti.

### Almohadi
I primi califfi Almohadi, che sconfissero gli Almoravidi e strapparono loro l'impero (estendendolo a tutto il Maghreb), furono particolarmente cruenti con le minoranze ebraiche e i soldati cristiani. Reverter de La Guardia morì proprio combattendo gli Almohadi per conto degli Almoravidi nel 1142 o nel 1144, il suo corpo venne crocefisso. Quando 'Abd al-Mu'min conquistò la capitale almoravide di Marrakesh nel marzo 1147 compì un massacro nella città dove morirono anche gli ultimi governanti almoravidi Ibrahim ibn Tashfin e Ishaq ibn Ali. Ai cristiani sopravvissuti venne data la possibilità di convertirsi all'islam o andarsene, un esodo di massa di cristiani avvenne verso la città di Toledo. La Cronaca dell'Imperatore Alfonso VIII, riporta che i mercenari cristiani che lasciarono Marrakesh per Toledo nel 1147, fuggirono con il loro vescovo e la maggior parte del clero.
La sconfitta almohade nella battaglia di Las Navas de Tolosa nel luglio del 1212 fece riprendere il mercato dei mercenari iberici cristiani disposti a servire i servire i sovrani musulmani. Il 1213 portò siccità e fame nella Penisola iberica e ciò scoraggiò i sovrani cristiani nel proseguire la loro azione di Reconquista in al-Andalus. Papa Innocenzo III cercò di indirizzare le energie militari della Cristianità verso la Terra santa. I leader chiave degli schieramenti morirono, e tra essi figurarono il re Pietro II di Aragona, Alfonso VIII di Castiglia e il Califfo almohade Muhammad al-Nasir.
Il califfato almohade e il Regno di Castiglia siglarono una tregua a Salé nel 1215, che venne rinnovata di nuovo nel 1221. Con le opportunità di combattere entro le frontiere iberiche ormai limitate, molti guerrieri castigliani cominciarono a cercare la loro fortuna dall'altra parte dello Stretto di Gibilterra. Vennero bene accolti in Maghreb, perché la sconfitta almohade a Las Navas de Tolosa aveva creato il tipo di ambiente politico caotico e decentrato favorevole ai mercenari. 
Nell'Ifriqiya (attuale Tunisia, Algeria orientale e parte della Tripolitania) gli Hafsidi, (inizialmente governatori vassalli per conto degli Almohadi) formarono uno Stato indipendente, nel Maghreb centrale. Nella parte dell'attuale Algeria gli Zayyanidi, anche loro in un primo momento governatori per conto degli almohadi, formarono il Regno di Tlemcen, nel Maghreb al-Aqsa, centro del potere almohade, i Merinidi iniziarono a combattere gli Almohadi per sostituirsi loro nel governo della parte occidentale del Maghreb: sia gli ultimi califfi almohadi, sia queste tre nuove dinastie fecero largo uso di mercenari cristiani.
Il califfo almohade Yusuf al-Mustansir (1213-24) aveva due unità militari cristiane al suo servizio. Una era di stanza a Meknès, comandata dal rinnegato Abū Zakariyā Yaḥyā, il cui padre era un qāʾid (comandante) castigliano chiamato Gonzalo e la madre era la sorella del re di Castiglia. L'altra unità aveva sede nella capitale Marrakesh e fu guidata da un aristocratico di alto rango: l'infante Pedro Fernandes, fratello di re Alfonso II del Portogallo. Questi soldati aiutarono al-Mustanṣir a combattere i Merinidi, che avevano lanciato un assalto alla regione intorno a Fès.
Il 15 settembre 1227 Abu l-'Ala Idris al-Ma'mun, fu proclamato califfo a Siviglia. Un altro pretendente al trono era Yahya al-Mu'tasim, che ricevette il giuramento di fedeltà dai capi tribali almohadi e ch ottenne il controllo di Marrakesh, Sigilmassa e il Marocco meridionale. Questo rapido consolidamento del potere in Marocco dette a Yaḥyā un vantaggio iniziale. Peggio ancora per al-Maʾmūn, si trovava di fronte all'opposizione di alcuni governatori di al-Andalus. Al-Maʾmūn decise di compiere una mossa disperata: piuttosto che cercare di unificare al-Andalus, cercò di colpire il cuore del califfato almohade e conquistare la capitale Marrakesh. C'era però un grosso problema nel suo piano: con il Marocco e la maggior parte dii al-Andalus che si era schierata dichiaratamente contro di lui, al-Maʾmūn aveva pochi soldati a sua disposizione. Chiese quindi a Re Ferdinando III di Castiglia delle truppe da portare in Marocco. Secondo Ibn Abi Zar', il re castigliano accettò di consegnargli dodicimila uomini, ma richiese in cambio numerose concessioni da parte di al-Maʾmūn:
Al-Maʾmūn ricevette le truppe durante l'estate del 1229 e alla fine di settembre navigò da Algeciras a Ceuta, sulla costa marocchina. Le sue forza si scontrarono con quelle di Yaḥyā appena fuori Marrakesh l'11 febbraio 1230 al-Maʾmūn ottenne una vittoria netta, con i suoi mercenari che arrivarono fino all'accampamento di Yaḥyā distruggendo la sua tenda, creando panico tra i suoi soldati che temevano che fosse morto. Yaḥyā sopravvisse e si ritirò nelle roccaforti dei suoi alleati nelle montagne tra la tribù Hintata. Una volta preso il controllo di Marrakesh, al-Maʾmūn ruppe radicalmente con la dottrina religiosa almohade.
Al-Maʾmūn mantenne la promessa e fece costruire la chiesa a Marrakesh. Era dedicata a Maria. Al-Maʾmūn si vendicò ferocemente sui capi tribali almohadi che avevano sostenuto Yaḥyā per il califfato, dichiarandoli traditori, li fece decapitare e fece appendere le loro teste sulle mura di Marrakesh. Allo stesso tempo, ripudiò l'ideologia religiosa del movimento almohade. Promulgò un editto per tutto che negava che Ibn Tūmart, il fondatore del movimento almohade, era il Mahdi, il redentore divinamente ispirato della teologia islamica che avrebbe restaurato la giustizia nel mondo: Sappiate che abbiamo respinto la falsità e abbiamo accettato la verità, non c'è altro Mahdi oltre a Gesù, figlio di Maria. Negò che Ibn Tūmart avesse posseduto l'infallibilità" (ʿisma) ed ordinò che il suo nome fosse rimosso dalla preghiera del venerdì e dalle monete. La dichiarazione di al-Ma'mun che Gesù era il vero Mahdi può avere impressionato alcuni dei combattenti cristiani che lo avevano aiutato a conquistare Marrakesh, è quindi probabile che la sua rinuncia alla dottrina di Ibn Tūmart era volta perlopiù a mantenere la fedeltà dei mercenari cristiani. 
Al-Maʾmūn affrontò Yaḥyā per la seconda volta nell'estate del 1230. Yaḥyā subì un'altra sconfitta ma riuscì ancora a fuggire nelle montagne. Nel 1232, il fratello di al-Maʾmūn, Abū Mūsa ʿImran, si ribellò contro di lui a Ceuta. Mentre al-Maʾmūn assediava Ceuta, Yaḥyā ne approfittò per attaccare Marrakesh. Al-Ma'mun cercò di tornare nella sua capitale, ma morì poco prima che potesse raggiungerla. Yaḥyā saccheggiò la città. In mezzo alla distruzione generale, i soldati di Yaḥyā abbatterono la chiesa. Secondo Ibn Abi Zar', hanno anche ucciso molti ebrei e Banū Farkhān, e sequestrato i loro beni. Il massacro di cristiani descritto da Ibn Abī Zarʿ durante l'incursione di Yahya al-Mu'tasim a Marrakesh sembra essere confermato da uno scritto trecentesco francescano, che descrive il martirio di cinque frati francescani nella chiesa della Beata Maria di Marrakesh, insieme al massacro di una grande folla di cristiani di entrambi i sessi. 
Abd al-Wahid II aveva quattordici anni quando il suo padre al-Ma'mun morì nel 1232. La sua successione al califfato doveva molto a sua madre Ḥabab, una concubina cristiana del padre, e al mercenario noto come Far Qasil, (il cui nome originale era Sancho) il qadi cristiano delle truppe mercenarie, che ben presto si dimostrerà indispensabile per il giovane califfo. Nel mese di novembre 1232, contribuì a sconfiggere il vecchio nemico Yahya al-Mustansir, sotto le mura di Marrakesh, ciò permise ad ʿAbd al-Waḥid II di prendere possesso della capitale almohade. Un anno dopo il fratello di Far Qasil, Gonzalo, arrivò con ulteriori mercenari dal Regno di Castiglia. Nonostante i rinforzi, una ribellione costrinse ʿAbd al-Waḥid ad abbandonare Marrakesh nel 1235. Il califfo dopo che venne espulso assieme ai suoi mercenari cristiani, conquistò l'importante città di Sigilmassa e ottenne anche il riconoscimento dalla città di Fès.
Il califfo Abu al-Hasan al-Sa'id al-Mu'tadid utilizzò i mercenari per respingere gli attacchi Merinidi e combattere gli Zayyanidi del Regno di Tlemcen. Durante il regno del suo successore Abu Hafs Omar al-Murtada le relazioni con il Papato si fecero più tese, dopo il rifiuto del califfo di consegnare alcune fortezze costiere ai cristiani, Papa Innocenzo IV minacciò di ritirare i mercenari cristiani al servizio della dinastia.

### Merinidi, Zayyanidi e Hafsidi
Il periodo di maggiore attività dei mercenari cristiani in Maghreb fu però dopo la fine della dinastia almohade, le tre dinastie che si contesero il dominio del Maghreb, i Merinidi del Maghreb occidentale, gli Zayyanidi del Regno di Tlemcen, e gli Hafsidi in Ifriqiya fecero un larghissimo uso dei mercenari cristiani: i Merinidi e gli Zayyanidi reclutavano i mercenari principalmente castigliani, mentre gli Hafsidi reclutavano mercenari catalani e aragonesi.
Già i primi sultani Merinidi utilizzarono mercenari per distruggere definitivamente gli Almohadi e fermare gli attacchi Zayyanidi. Nel primo assedio di Tlemcen, capitale del regno zayyanide, il merinide, Abu Ya'qub Yusuf al-Nasr utilizzò un gran numero di mercenari cristiani. Durante il regno del merinide Abu al-Rabi' Sulayman, il capo (qadi) dei mercenari cristiani si ribellò e prese il controllo della città di Taza. La ribellione venne repressa nel 1310 dal sultano. La guardia personale del merinide Abu l-Hasan 'Ali ibn Uthman era formata da 700 uomini, divisi in ugual numero tra neri africani e mercenari castigliani. Inoltre anche nel secondo assedio merinide di Tlemcen, condotto da Abu l-Hasan, vennero usati numerosi mercenari iberici
Il primo sultano zayyanide Yaghmurasan ibn Zayyan assoldò duemila mercenari castigliani.
Per quanto riguarda gli Hafsidi, Leone l'Africano, nella sua "Della descrittione dell'Africa et delle cose notabili che iui sono", nella descrizione di Tunisi (paragrafo La gran città di Tunis) scrisse:
Nel paragrafo intitolato Corte del re, ordine, cerimonie e uficiali deputati Leone l'Africano fa una distinzione tra i cristiani rinnegati e i cristiani che mantennero la loro fede:

## Farfan famosi
- Pedro Ruiz de Azagra
- Reverter de La Guardia
- Álvaro Núñez de Lara
- Rodrigo Díaz de Vivar, (El Cid)
- Alonso Pérez de Guzmán, el Bueno